# 진안동
진안동(陳雁洞)은 경기도 화성시 동부에 있는 행정동이다. 북쪽으로는 수원시 권선구, 영통구, 남쪽으로는 병점동과 동탄3동, 서쪽으로는 화산동, 동쪽으로는 반월동에 맞닿아 있다.

## 개요
진안동 중 법정동인 진안동은 병점동과 하나의 도심을 이루고 있다. 이 때문에 일상에서는 '병점 지역'이라고 하면, 법정동인 진안동과 병점동을 아울러 가리키는 말로 쓰인다. 실제로 병점역, 병점초등학교 등이 진안동에 위치하고 있다. 또, 진안동은 화성시 동부의 10개 행정동과 동탄면, 정남면을 관할하는 화성시 동부출장소가 소재하는 화성시 동부 지역의 행정중심지이다.
봉영로 북쪽으로는 논이 많아 옛 태안읍의 풍경을 가지고 있다. 현지인들은 주로 병점상가 등의 표현을 사용한다.

## 역사
- 1896년 : 수원군 태촌면(현 진안동, 기산동, 능동), 안녕면(현 반정동)
- 1914년 4월 1일 : 태촌면과 장주면을 합쳐 태장면이 되고, 안녕면과 용북면을 합쳐 안용면이 됨.
- 1963년 1월 1일 : 화성군 태장면과 안룡면의 북부가 수원시에 편입하고, 남은 지역을 합쳐 태안면(台安面)이 됨.[1]
- 1985년 10월 1일 : 태안면이 태안읍으로 승격.[2]
- 2006년 1월 2일 : 화성시 태안읍을 폐지하고, 6개 행정동으로 분리·전환. 진안동, 기산동, 반정동, 능동 등 4개 법정동을 관할하는 진안동 설치.[3]
- 2007년 1월 29일 : 능동의 대부분 지역이 신설된 동탄동에 편입
- 2010년 1월 4일 : 진안동 주민센터 신청사 준공.
- 2020년 7월 24일 : 수원시 영통구 신동, 망포동 일부와 화성시 반정동 일부를 교환함.[4]

## 법정동
진안동은 법정동인 진안동, 기산동, 반정동과 능동의 일부를 관할한다.
| 법정동  | 한자명 | 통               | 비고 |
| ------- | ------ | ---------------- | ---- |
| 진안동  | 陳雁洞 | 진안1통~진안20통 |      |
| 능동    | 陵洞   | 능1통~능9통      |      |
| 기산동  | 機山洞 | 기산1통~기산12통 |      |
| 반정동  | 伴亭洞 | 반정1통~반정4통  |      |
| 4법정동 |        | 45통             |      |

- 2007년 능동의 동탄신도시 구역만 동탄동에 편입되면서 잔여 지역이 진안동에 남았다. 이 때문에 능동 1통·3통은 동탄3동에 둘러싸인 두입지이고, 서동탄역 주변인 2통·4통·5통은 월경지인 기형적 행정 구역이 되었다.[5] 해당 지역은 생활권 등을 고려하면 동탄3동에 편입되는 게 타당한데, 주민들 간 갈등으로 행정동의 경계 정비가 이루어지지 않고 있다.

## 교육
- 병점초등학교
- 진안초등학교
- 진안중학교
- 기산중학교

## 교통
- 국도 제1호선이 진안동을 통과하며, 비상활주로구간을 거쳐 수원시 권선구 권선동 경수대로로 직결된다.
- 수도권 전철 1호선 병점역이 진안동에 위치하고 있다.

## 아파트
| 단지명                   | 건설사                | 시행사                       | 주소                                  | 입주        | 비고                    |
| ------------------------ | --------------------- | ---------------------------- | ------------------------------------- | ----------- | ----------------------- |
| 진안골마을 주공 10단지   | 한라건설㈜            | 대한주택공사                 | 병점4로 102 (진안동)                  | 2004년 5월  |                         |
| 진안골마을 주공 11단지   | 한라건설㈜            | 대한주택공사                 | 효행로 1075-10 (진안동)               | 2004년 4월  |                         |
| 진안골마을 주공 12단지   | 한국건설㈜            | 대한주택공사                 | 병점4로 103 (진안동)                  | 2004년 4월  | 국민임대                |
| 반정 아이파크 캐슬 4단지 | 현대산업개발 롯데건설 | ㈜하나자산신탁 ㈜더시티      | 동탄지성로469번길 59 (반정동)         | 2022년 12월 | 1~3단지는 수원시에 위치 |
| 반정 아이파크 캐슬 5단지 | 현대산업개발 롯데건설 | ㈜하나자산신탁 ㈜더시티      | 동탄지성로469번길 60 (반정동)         | 2022년 12월 | 1~3단지는 수원시에 위치 |
| 행림마을 래미안 1단지    | 삼성물산㈜ 건설부문   | ㈜엘디산업                   | 동탄지성로 333 (기산동)               | 2003년 12월 | 2단지는 반월동에 위치   |
| 신동탄 푸르지오          | 대우건설              | ㈜유로아이건설               | 동탄지성로 405 (기산동)               | 2005년 4월  |                         |
| 행복마을 참누리 에듀파크 | ㈜울트라건설          | 에스에이치케이디벨로프먼트㈜ | 동탄지성로 295 (기산동) (101 ~ 113동) | 2006년 12월 |                         |
| 행복마을 참누리 에듀파크 | ㈜울트라건설          | 에스에이치케이디벨로프먼트㈜ | 동탄지성로 294 (기산동) (114 ~ 120동) | 2006년 12월 |                         |